# Valério Vitor Paterno
Valério Vitor Paterno (em latim: Valerius Victor Paternus) foi um nobre romano do século III, ativo durante o reinado conjunto de Diocleciano (r. 284–305) e Maximiano (r. 285–305). Segundo uma inscrição (31868) encontrada na Igreja de São Salvador, em Roma, foi um homem perfeitíssimo (vir perfectissimus) e teria falecido em 297. Devido a localização da inscrição, é possível inferir que fosse cristão.